# Agathotoma
Agathothoma é um género de gastrópode  da família Mangeliidae.

## Taxonomia
Este gênero contém as seguintes espécies:
- Agathotoma aculea (Dall, 1919)[3]
- Agathotoma alcippe (Dall, 1918)[4]
- †Agathotoma angusta (Bellardi, 1847)
- Agathotoma apocrypha (Garcia, 2008)
- Agathotoma asthenika Rolán, Fernández-Garcés & Redfern, 2012
- Agathotoma camarina (Dall, 1919)[5]
- Agathotoma candidissima (C.B. Adams, 1845)[6]
- Agathotoma castellata (E.A. Smith, 1888)
- Agathotoma coxi (Fargo, 1953)
- Agathotoma ecthymata García, 2008[7]
- Agathotoma eduardoi Rolán, Fernández-Garcés & Redfern, 2012
- Agathotoma finalis Rolan & Fernandes, 1992[8]
- Agathotoma finitima (Pilsbry & Lowe, 1932)[9]
- Agathotoma hilaira (Dall, 1919)[10]
- Agathotoma kirshi Rolán, Fernández-Garcés & Redfern, 2012
- Agathotoma klasmidia Shasky, 1971[11]
- Agathotoma merlini (Dautzenberg, 1910)[12]
- Agathotoma neglecta (Adams C. B., 1852)[13]
- Agathotoma ordinaria (Smith, E.A., 1882)
- Agathotoma phryne (Dall, 1919)[14]
- Agathotoma prominens Rolán, Fernández-Garcés & Redfern, 2012
- †Agathotoma pseudolabratula Lozouet, 2015
- Agathotoma quadriseriata (Dall, 1919)[15]
- Agathotoma secalis Shasky, 1971[16]
- Agathotoma stellata (Mörch, 1860)[17]
- Agathotoma subtilis (Watson, 1881)[18]
- Agathotoma temporaria Rolan & Otero-Schmitt, 1999[19]